# أكسل كاكو
أكسل كاكو (بالفرنسية: Axel Kacou)‏ (1 أغسطس 1995 بسان دوني في فرنسا - ) هو لاعب كرة قدم فرنسي في مركز حراسة المرمى.

## روابط خارجية
- أكسل كاكو على موقع قاعدة بيانات كرة القدم.إي يو (الإنجليزية)
- أكسل كاكو على موقع Soccerway.com (الإنجليزية)